# 江口聡
江口 聡（えぐち さとし、1965年10月27日 - ）は、日本の倫理学者。京都女子大学教授。

## 略歴
（出典：）
- 1984年3月：山形県立新庄北高等学校 卒業
- 1989年3月：京都大学文学部哲学科倫理学専攻 卒業
- 1991年3月：京都大学大学院文学研究科倫理学修士課程 修了
- 1994年
  - 3月：京都大学大学院文学研究科倫理学専攻博士課程 単位取得退学
  - 4月：京都大学研修員（文学部）（～1995年3月）
- 1998年8月：京都大学リサーチアソシエイト・日本学術振興会特別研究員（～2000年3月）
- 2000年4月：京都女子大学現代社会学部 講師
- 2004年4月：京都女子大学現代社会学部 助教授
- 2007年4月：京都女子大学現代社会学部 准教授（学校教育法改正による）
- 2011年4月：京都女子大学現代社会学部 教授

## 業績
もともとキェルケゴールをはじめとした実存主義や19世紀の哲学を研究していたが、現在では応用哲学、応用倫理学（パーソン論、生命倫理学、セックスの哲学など）の諸テーマも研究対象としている。

## 著作

### 共著
- 加藤尚武、加茂直樹編『生命倫理学を学ぶ人のために』世界思想社、1998年
- 越智貢、水谷雅彦、土屋俊編『情報倫理――電子ネットワーク社会のエチカ』ナカニシヤ出版、2000年
- 加茂直樹編『社会哲学を学ぶ人のために』世界思想社、2001年
- 水谷雅彦、越智貢、土屋俊編『情報倫理の構築』新世社、2003年
- 大越愛子、清眞人、山下雅之編『現代文化テクスチュア』晃洋書房、2004年
- 水谷雅彦編『応用倫理学講義（3）情報』岩波書店、2005年
- 伊勢田哲治、樫則章編『生命倫理学と功利主義』ナカニシヤ出版、2006年
- 北田暁大編『自由への問い（4）コミュニケーション――自由な情報空間とは何か』岩波書店、2010年
- 加茂直樹、初瀬龍平、南野佳代、西尾久美子編『現代社会研究入門』晃洋書房、2010年
- 大谷卓史編『情報倫理学入門』アイ・ケイコーポレーション、2012年／〔改訂新版〕アイ・ケイコーポレーション、2014年
- 嘉本伊都子、霜田求、手塚洋輔、中田兼介、中山貴夫、西尾久美子編著『現代社会を読み解く』晃洋書房、2015年

### 翻訳
- R. M. ヘア『道徳的に考えること』勁草書房、1994年（内井惣七、山内友三郎監訳）
- ジョナサン・グラバー『未来世代の倫理』産業図書出版、1995年（加藤尚武、飯田隆監訳）
- 『宗教と倫理――キェルケゴールにおける実存の言語性』ナカニシヤ出版、1998年（桝形公也監訳）
- デボラ・G・ジョンソン『コンピュータ倫理学』オーム社、2002年（水谷雅彦共監訳）
- トム・ビーチャム、ノーマン・E・ボウイ『企業倫理学 I』晃洋書房、2005年（加藤尚武監訳）
- マイケル・スミス『道徳の中心問題』ナカニシヤ出版、2006年（樫則章監訳）
- 『妊娠中絶の生命倫理』勁草書房、2011年（編集・監訳）
- ラジャ・ハルワニ『愛・セックス・結婚の哲学』名古屋大学出版会、2024年（共監訳）